# Parvoscincus laterimaculatus
Parvoscincus laterimaculatus — вид сцинкоподібних ящірок родини сцинкових (Scincidae). Ендемік Філіппін.

## Поширення і екологія
Parvoscincus laterimaculatus мешкають на крайньому півдні острова Лусон, в провінції Соргсон. Вони живуть у вологих гірських тропічних лісах.